# Liste de jeux vidéo annulés sur Windows
 (octobre 2008).
Si vous disposez d'ouvrages ou d'articles de référence ou si vous connaissez des sites web de qualité traitant du thème abordé ici, merci de compléter l'article en donnant les références utiles à sa vérifiabilité et en les liant à la section « Notes et références ».
Ci-dessous se trouve la liste non exhaustive des jeux vidéo PC dont le développement a été interrompu ou dont la sortie a été annulée sur cette plate-forme.
- Haut – A
- B
- C
- D
- E
- F
- G
- H
- I
- J
- K
- L
- M
- N
- O
- P
- Q
- R
- S
- T
- U
- V
- W
- X
- Y
- Z

## 0-9
- 100 Bullets
- 187 Ride or Die
- 3rd World

## A
- Adam Blaster : Atomic Enforcer
- AeroWings
- African Alliance
- Age of Darkness
- Arcanity
- Around the Hot Springs 2
- Arx Fatalis 2
- Atma: The Mythic Light of India

## B
- Beasts
- Big Bang
- Bullet Proof Monk

## C
- Call of Cthulhu: Beyond the Mountains of Madness
- Call of Cthulhu: Destiny's End
- Call Sign: Charlie
- Charr: The Grimm Fate
- Close Combat: Red Phoenix
- Colonies
- Crouching Tiger Hidden Dragon Online
- Crystal Atatrium

## D
- Deadlands
- Delta Green
- Dungeon Keeper 3
- Dominus Online
- Dragon Empires

## E
- Elemental Saga
- East vs. West: A Hearts of Iron Game
- Evil Genius 2
- Exalted

## F
- Fallen Age
- Far Cry (extension)
- Fatherdale: Guardians of Asgard
- FC Manager 2006 : La passion du foot
- Four Horsemen of the Apocalypse

## G
- Galleon
- Gauntlet: Seven Sorrows
- Ghost Recon 2
- Golden Land
- Gods and Heroes: Rome Rising

## H
- Hannibal
- Hollow
- Hytale

## I
- Infraworld
- Iron Dignity
- Imperator

## K
- Kastagore
- Kingdom Under Fire 2: The Crusaders
- La Femme Nikita

## L
- Lamborghini
- Lamborghini FX
- Lanfeust de Troy
- Le Monde ne suffit pas
- Lethal Dreams: The circle of fate
- Loose Cannon
- Lost Legion

## M
- Midgard
- Midtown Madness 3
- Moscow Rush
- Mythica

## N
- New Carmageddon
- Novadrome

## O
- Offroad
- Operation Flashpoint 2
- Outcast 2

## P
- Pax Imperia 2

## R
- Rathunt
- Re-volt 2
- Rebellion Online
- Res Nautica
- Reversi Champion

## S
- Sam and Max: Freelance Police (ce jeu a finalement été développé par Telltale Games)
- Scary Tales
- Seed
- Serious Sam: The War in Yovakosha
- Sgt. Cruise
- Shadow
- Shadow of the Sun
- Shrapnel: Urban Warfare
- Slage
- SimMars
- SimsVille
- Singles: add-on Threesomes
- Ski Resort Tycoon 3
- Skies of Arcadia
- Snow
- Soul of Yankees
- Sovereign
- Speedball Arena
- Spyro: Enter the Dragonfly
- Stargate SG-1: The Alliance
- State of Emergency 2
- Static
- Steel Beasts II
- SWAT: Urban Justice
- Symbiosis

## T
- The Boss: La Cosa Nostra
- The Roots
- The Sopranos
- The Underworld: Crime Does Pay
- The Y-Project
- Total Annihilation 2
- Trinity
- Twilight War: After the Fall

## U
- Ultima X: Odyssey

## V
- Vimana Shankara
- Vision

## W
W.A.T.E.R Online
Warcraft Adventures: Lord of the Clans
Werewolf: The Apocalypse
White Fear

## X
- X-Com : Alliance
- X-com Genesis

## Z
- Zombies: The Awakening